# Sainte-Mère-Église
Sainte-Mère-Église er en kommune i Manche-departmentet i Normandie-regionen i det nordvestlige Frankrig.

## Historie
Byen blev grundlagt i det 12. århundrede, og de ældste kilder viser at den oprindelig hed "Sanctae Mariae Ecclesia", Latin for "Sankt Mariæ Kirke". Nutidig fransk er dobbelttydigt da det også kan betyde "Hellige moder Kirke". Byen var i betydelig grad involveret i Hundredårskrigen og de Franske religionskrige.
Byens berømmelse stammer fra den rolle den spillede i Operation Overlord under 2. Verdenskrig fordi byen ligger midt på vejen N13, som var den vej tyskerne mest sandsynligt ville have benyttet til et større modangreb mod tropperne, som blev landsat på Utah og Omaha Beach. I de tidlige morgentimer på D-dag besatte blandede enheder fra 82. amerikanske luftbårne division og 101. amerikanske luftbårne division byen i Mission Boston, hvilket betyder, at den var en af de første byer, som blev befriet under invasionen.

### D-Dags slaget
De første landsætninger omkring kl. 1.40 skete lige ned i byen, hvilket medførte store tab for faldskærmstropperne. Der var gået ild i nogle bygninger den nat, og de oplyste himlen, så det var let for de tyske besættelsestropper at se faldskærmene. Nogle soldater blev suget ind i ilden. Mange hang fast i træer og lygtepæle og blev skudt inden de kunne skære sig fri. De tyske forsvarere blev alarmeret.
En berømt hændelse vedrørte faldskærmssoldaten John Steele fra det 505. faldskærmsregiment, hvis faldskærm sad fast på byens kirketårn, så han kun kunne være tilskuer til kampen på byens torv. Han undgik at blive taget til fange ved at lade som om han var død, indtil byen blev erobret om morgenen. Episoden indgår i filmen Den Længste Dag.
Senere samme morgen, omkring kl. 5.00 erobrede en styrke under oberstløjtnant Edward C. Krause fra 505. faldskærmsregiment byen uden at møde større modstand. Imidlertid begyndte der at komme kraftige tyske modangreb senere på dagen og den følgende. De letbevægnede tropper holdt stand i byen indtil de blev forstærket med kampvogne fra den nærliggende Utah Beach om eftermiddagen den 7. juni. Andre bemærkelsesværdige soldater fra det allierede angreb på byen er:
- Oberstløjtnant Benjamin H. Vandervoort
- Løjtnant Turner B. Turnbull
- Kaptajn Ben Schwartzwalder
- Korporal Edward A. Slavin, Sr.

Krause og Vandervoort modtog begge Distinguished Service Cross for deres indsats ved erobringen af byen.
Henry Langrehr var også involveret i erobringen af Sainte-Mère-Église. Han brasede ned gennem taget på et drivhus, som vist i filmen Den Længste Dag. Den 6. november 2007 fik han sammen med fem andre mænd tildelt den franske æreslegion af Frankrigs præsident
Nicolas Sarkozy.

## Seværdigheder
Turismen i Sainte-Mère-Église er centreret om dens rolle på D-dag. Der er mange små museer, gaveboder og spisesteder, som knytter an til dette tema. En dukke klædt ud som faldskærmssoldat hænger i en faldskærm fra byens kirketårn, som minde om historien om John Steele.
Bag kirken er der en kilde, som pilgrimme mente havde helbredende kræfter, der er indviet til Saint Méen.